# Serge Reggiani
Serge Reggiani (* als Sergio Reggiani 2. Mai 1922 in Sanna, Emilia-Romagna, Italien; † 22. Juli 2004 in Boulogne-Billancourt) war ein französischer Schauspieler und Chansonnier.

## Leben
Im Alter von acht Jahren kam Serge Reggiani nach Frankreich, wo seine Familie Zuflucht vor dem Mussolini-Regime suchte. Als junger Erwachsener besuchte er 1940 bis 1943 das Konservatorium in Paris und machte sein Schauspieler-Diplom. Bereits während der Ausbildung debütierte er 1941 auf dem Theater mit einer kleineren Rolle in Le Loup garou (Der Werwolf) von Vitrac. Engagements für Stücke von Jean Marais und Jean Cocteau folgten sowie Die Eingeschlossenen von Altona Jean-Paul Sartres.
Sehr früh wurde der Film auf seine schauspielerischen Qualitäten aufmerksam. Die erste Filmrolle erhielt er 1942. Weitere folgten trotz der kriegerischen Zeiten rasch. Sein François Villon 1945 machte ihn bekannt. Berühmt machten ihn die Hauptrollen in Marcel Carnés Pforten der Nacht (1946) und Jacques Beckers Goldhelm (1952) mit Partnerinnen wie Édith Piaf und Simone Signoret.
Für eine „Traumrolle“ in Albert Camus’ Die Gerechten kehrte er 1950 kurz ans Theater zurück. Im selben Jahr brillierte er als Verführer in Max Ophüls’ Filmkunstwerk Der Reigen. In einigen französischen Film noirs feierte er Erfolge, so in Jean-Pierre Melvilles Der Teufel mit der weißen Weste (1962) und Costa-Gavras’ Mord im Fahrpreis inbegriffen (1965).
Zwischenzeitlich begegnete Reggiani Jacques Canetti, der ihn überredete, mit Chansons von Boris Vian als Chansonnier zu debütieren. Die Chansonnière Barbara, die durch ihr Göttingen-Lied in Deutschland und Frankreich Furore machte, half ihm ab 1965 in dieser neuen Karriere Tritt zu fassen. Vom Typus her eigentlich ein Komödiant, vermochte Reggiani seinen Interpretationen von Liedern Georges Moustakis oder Jacques Préverts einen unverwechselbar eigenen Tonfall zu verleihen. Diese stimmliche „Ehrlichkeit“ und Ausdruckskraft verschaffte ihm besonders in den 1970er Jahren volle Konzertsäle. 1968 mit dem Grand Prix ausgezeichnet, beendete er diese Karriere 1980, nachdem er den Selbstmord seines Sohnes verkraften musste.
In den letzten Jahren seines Lebens wandte sich Serge Reggiani zunehmend der bildenden Kunst zu. Er betätigte sich als Amateur-Maler sowie als Förderer junger Talente. Zuletzt hatte die Pariser Galerie Vekav eine Ausstellung mit Bildern des Künstlers herausgebracht. Im Alter von 82 Jahren verstarb Reggiani in Boulogne-Billancourt an einem Herzanfall. Er wurde auf dem Cimetière Montparnasse beerdigt. Seine Filme und Chanson-Interpretationen von Les Loups sont entrés dans Paris, Moustakis Ma solitude bis Vians Le Déserteur werden bleiben.

## Filmografie
- 1938: Das Geheimnis von St. Agil (Les Disparus de Saint-Agil)
- 1942: Le voyageur de la Toussaint – Regie: Louis Daquin
- 1943: Le carrefour des enfants perdus – Regie: Léo Joannon
- 1945: Chanson der Liebe (Étoile sans lumière) – Regie: Marcel Blistène
- 1945: François Villon – Regie: André Zwoboda
- 1947: Pforten der Nacht (Les portes de la nuit)
- 1948: Manon – Regie: Henri-Georges Clouzot
- 1949: Rückkehr ins Leben (Retour à la vie) – Regie: Henri-Georges Clouzot, Georges Lampin, André Cayatte, Jean Dréville
- 1949: Eine Heilige unter Sünderinnen (Au royaume des cieux)
- 1949: Die Liebenden von Verona (Les amants de Vérone) – Regie: André Cayatte
- 1949: Das Parfüm der Dame in Schwarz (Le Parfum de la dame en noir) – Regie: Louis Daquin
- 1950: Der Reigen (La ronde)
- 1951: Goldhelm (Casque d’or)
- 1952: Die von der „Liebe“ leben (Il mondo le condanna) – Regie: Gianni Franciolini
- 1952: Die Verblendeten (Secret people) – Regie: Thorold Dickinson
- 1953: Das Fleisch ist schwach (Bufere)
- 1955: Die Lumpen fahren zur Hölle (Les salauds vont en enfer) – Regie: Robert Hossein
- 1955: Napoleon (Napoléon)
- 1956: Elisa, eine Gefallene (Elisa) – Regie: Roger Richebés
- 1957: Polizeiaktion Dynamit (Échec au porteur)
- 1957: Die Elenden (Les misérables)
- 1957: Nächte auf Tahiti (Passager clandestin) – Regie: Ralph Habib
- 1958: Marie-Octobre
- 1960: Der Weg zurück (Tutti a casa)
- 1961: Paris Blues
- 1962: Der Teufel mit der weißen Weste (Le Doulos)
- 1963: Der Leopard (Il gattopardo)
- 1965: Lord Jim
- 1965: Mord im Fahrpreis inbegriffen (Compartiment tueurs)
- 1965: M. C. contra Dr. KHA (Marie-Chantal contre le docteur Kha) – Regie: Claude Chabrol
- 1966: Die Abenteurer (Les aventuriers)
- 1967: Die 25. Stunde (La 25ième heure)
- 1968: Der Tag der Eule (Il giorno della civetta)
- 1969: Armee im Schatten (L’Armée des ombres)
- 1970: Der Boß (Comptes à rebours) – Regie: Roger Pigaut
- 1972: César und Rosalie (César et Rosalie)
- 1972: Die kleinen Bosse (Les caïds) – Regie: Robert Enrico
- 1972: Drei Milliarden ohne Fahrstuhl (Trois milliards sans ascenseur) – Regie: Roger Pigaut
- 1973: Berühre nicht die weiße Frau (Touche pas à la femme blanche)
- 1974: Vincent, François, Paul und die anderen (Vincent, François, Paul et les autres)
- 1975: Eine Katze jagt die Maus (Le chat et la souris) – Regie: Claude Lelouch
- 1976: Der Gute und die Bösen (Le Bon et les méchants)
- 1977: Violette und François (Violette et François)
- 1977: Möwen mit weißen Schwingen (Une fille cousue de fil blanc) – Regie: Michel Lang
- 1979: Giganten der Landstraße (L’empreinte des géants) – Regie: Robert Enrico
- 1980: Die Terrasse (La terrazza)
- 1983: Der Bienenzüchter (Ο Μελισσοκόμος)
- 1986: Die Nacht ist jung (Mauvais sang) – Regie: Leos Carax
- 1988: Panther II – Eiskalt wie Feuer (Ne réveillez pas un flic qui dort)
- 1990: Blanker Stahl (Plein fer) – Regie: Josée Dayan
- 1990: So sind die Tage und der Mond (Il y a des jours … et des lunes) – Regie: Claude Lelouch
- 1990: Vertrag mit meinem Killer (I Hired a Contract Killer)
- 1992: Zwangsweise miteinander (De force avec d’autres) – Regie: Simon Reggiani
- 1993: Rosen-Emil – Regie: Radu Gabrea
- 1997: Der Pianist (Le pianiste) – Regie: Mario Gas
- 1997: Héroïnes